# Campionat del Món de natació en piscina curta de 1997
El Campionat del Món de natació en piscina curta de 1997 fou una competició esportiva que es realitzà entre els dies 17 i 20 d'abril de 1997 a la ciutat de Göteborg (Suècia) sota l'organització de la Federació Internacional de Natació (FINA) i en piscina curta (25 metres). La competició se celebrà en les instal·lacions esportives Scandinavium.

## Participants
Van participar 501 nedadors de 71 nacions.
| - Alemanya - Angola - Argentina - Austràlia - Àustria - Bahames - Barbados - Belarús - Brasil - Canadà - Colòmbia - Costa Rica - Croàcia | - Cuba - Dinamarca - Eslovàquia - Eslovènia - Espanya - Equador - Estats Units - Estònia - França - Grècia - Hong Kong - Indonèsia | - Islàndia - Israel - Itàlia - Jamaica - Japó - Kazakhstan - Kirguizstan - Letònia - Lituània - Luxemburg - Macedònia del Nord - Madagascar | - Mèxic - Nova Zelanda - Noruega - Països Baixos - Perú - Polònia - Portugal - Puerto Rico - Regne Unit - Txèquia - Romania - Rússia | - Singapur - Sud-àfrica - Suècia - Suïssa - Tailàndia - Trinitat i Tobago - Ucraïna - Uzbekistan - Veneçuela - Xile - R.P. de la Xina - Xipre |

## Resum de medalles

### Categoria masculina
| Event                    | Or                                                                              | Or         | Plata                                                                            | Plata      | Bronze                                                                    | Bronze   |
| 50 m. lliures            | Francisco Sánchez · Veneçuela                                                   | 21.80      | Mark Foster · Regne Unit                                                         | 22.03      | Ricardo Busquets · Puerto Rico                                            | 22.17    |
| 100 m. lliures           | Francisco Sánchez · Veneçuela                                                   | 47.86      | Gustavo Borges · Brasil                                                          | 48.16      | Michael Klim · Austràlia                                                  | 48.21    |
| 200 m. lliures           | Gustavo Borges · Brasil                                                         | 1:45.45    | Trent Bray · Nova Zelanda                                                        | 1:45.81    | Lars Conrad · Alemanya                                                    | 1:46.44  |
| 400 m. lliures           | Jacob Carstensen · Dinamarca                                                    | 3:43.44    | Chad Carvin · Estats Units                                                       | 3:43.73    | Grant Hackett · Austràlia                                                 | 3:43.83  |
| 1500 m. lliures          | Grant Hackett · Austràlia                                                       | 14:39.54   | Jörg Hoffmann · Alemanya                                                         | 14:40.67   | Graeme Smith · Regne Unit                                                 | 14:46.85 |
|                          |                                                                                 |            |                                                                                  |            |                                                                           |          |
| 100 m. esquena           | Neisser Bent · Cuba                                                             | 52.77      | Brian Retterer · Estats Units                                                    | 53.06      | Adrian Radley · Austràlia                                                 | 53.36    |
| 200 m. esquena           | Neisser Bent · Cuba                                                             | 1:54.21    | Wang Wei · R.P. de la Xina                                                       | 1:54.82    | Vladimir Selkov · Rússia                                                  | 1:55.15  |
|                          |                                                                                 |            |                                                                                  |            |                                                                           |          |
| 100 m. braça             | Patrik Isaksson · Suècia                                                        | 59.99      | Stanislav Lopukhov · Rússia                                                      | 1:00.05    | Jens Kruppa · Alemanya                                                    | 1:00.18  |
| 200 m. braça             | Aleksandr Gukov · Belarús                                                       | 2:09.25    | Andrei Kornéiev · Rússia                                                         | 2:09.28    | Jens Kruppa · Alemanya                                                    | 2.10.53  |
|                          |                                                                                 |            |                                                                                  |            |                                                                           |          |
| 100 m. papallona         | Lars Frölander · Suècia                                                         | 51.95      | Geoff Huegill · Austràlia                                                        | 51.99      | Michael Klim · Austràlia                                                  | 52.02    |
| 200 m. papallona         | James Hickman · Regne Unit                                                      | 1:55.55    | Denys Sylantyev · Ucraïna                                                        | 1:55.76    | Scott Goodman · Austràlia                                                 | 1:55.94  |
|                          |                                                                                 |            |                                                                                  |            |                                                                           |          |
| 200 m. estils            | Matthew Dunn · Austràlia                                                        | 1:57.46    | Christian Keller · Alemanya                                                      | 1:58.35    | Ron Karnaugh · Estats Units                                               | 1:59.12  |
| 400 m. estils            | Matthew Dunn · Austràlia                                                        | 4:06.89    | Xie Xufeng · R.P. de la Xina                                                     | 4:12.52    | Christian Keller · Alemanya                                               | 4:12.53  |
|                          |                                                                                 |            |                                                                                  |            |                                                                           |          |
| relleus 4×100 m. lliures | Alemanya Lars Conrad, · Christian Tröger, · Alexander Lüderitz, · Aimo Heilmann | 3:14.08    | Suècia Fredrik Letzler, · Anders Holmertz, · Ola Fagerstrand, · Lars Frölander   | 3:14.22    | Austràlia Michael Klim, · Scott Logan, · Richard Upton, · Jeffrey English | 3:14.83  |
| relleus 4×200 m. lliures | Austràlia Michael Klim, · Grant Hackett, · William Kirby, · Matthew Dunn        | 7:02.74 RM | Suècia Anders Lyrbring, · Anders Holmertz, · Lars Frölander, · Fredrik Letzler   | 7:05.61    | Regne Unit Paul Palmer, · Andrew Clayton, · Mark Stevens, · James Salter  | 7:05.81  |
| relleus 4×100 m. estils  | Austràlia Adrian Radley, · Phil Rogers, · Geoff Huegill, · Michael Klim         | 3:30.66 RM | Rússia Vladimir Selkov, · Stanislav Lopukhov, · Denís Pankràtov, · Roman Iegórov | 3:32.56 EU | Regne Unit Martin Harris, · Richard Maden, · James Hickman, · Mark Foster | 3:32.61  |

### Categoria femenina
| Event                    | Or                                                               | Or         | Plata                                                                           | Plata      | Bronze                                                                             | Bronze  |
| 50 m. lliures            | Sandra Völker · Alemanya                                         | 24.70 EU   | Jenny Thompson · Estats Units                                                   | 24.78      | Le Jingyi · R.P. de la Xina                                                        | 24.83   |
| 100 m. lliures           | Jenny Thompson · Estats Units                                    | 53.46      | Sandra Völker · Alemanya                                                        | 53.50      | Le Jingyi · R.P. de la Xina                                                        | 53.72   |
| 200 m. lliures           | Claudia Poll · Costa Rica                                        | 1:54.17 RM | Nian Yun · R.P. de la Xina                                                      | 1:56.24    | Martina Moravcová · Eslovàquia                                                     | 1:56.66 |
| 400 m. lliures           | Claudia Poll · Costa Rica                                        | 4:00.03 RM | Natasha Bowron · Austràlia                                                      | 4:05.76    | Kerstin Kielgass · Alemanya                                                        | 4:07.13 |
| 800 m. lliures           | Natasha Bowron · Austràlia                                       | 8:26.45    | Kerstin Kielgass · Alemanya                                                     | 8:28.10    | Carla Geurts · Països Baixos                                                       | 8:28.96 |
|                          |                                                                  |            |                                                                                 |            |                                                                                    |         |
| 100 m. esquena           | Lu Donghua · R.P. de la Xina                                     | 59.75      | Chen Yan · R.P. de la Xina                                                      | 1:00.14    | Misty Hyman · Estats Units                                                         | 1:00.17 |
| 200 m. esquena           | Chen Yan · R.P. de la Xina                                       | 2:07.50    | Misty Hyman · Estats Units                                                      | 2:07.66    | Lia Oberstar · Estats Units                                                        | 2:08.29 |
|                          |                                                                  |            |                                                                                 |            |                                                                                    |         |
| 100 m. braça             | Kristy Ellem · Austràlia                                         | 1:08.27    | Alicja Pęczak · Polònia                                                         | 1:08.33    | Svetlana Bondarenko · Ucraïna                                                      | 1:08.39 |
| 200 m. braça             | Kristy Ellem · Austràlia                                         | 2:22.68    | Larisa Lăcustă · Romania                                                        | 2:25.60 RN | Alicja Pęczak · Polònia                                                            | 2:25.62 |
|                          |                                                                  |            |                                                                                 |            |                                                                                    |         |
| 100 m. papallona         | Jenny Thompson · Estats Units                                    | 57.79 RM   | Cai Huijue · R.P. de la Xina Cina                                               | 57.92      | Misty Hyman · Estats Units                                                         | 57.95   |
| 200 m. papallona         | Liu Limin · R.P. de la Xina                                      | 2:07.20    | Hitomi Kashima · Japó                                                           | 2:07.34    | Misty Hyman · Estats Units                                                         | 2:07.54 |
|                          |                                                                  |            |                                                                                 |            |                                                                                    |         |
| 200 m. estils            | Louise Karlsson · Suècia                                         | 2:11.19    | Martina Moravcová · Eslovàquia                                                  | 2:11.39    | Sue Rolph · Regne Unit                                                             | 2:12.39 |
| 400 m. estils            | Emma Johnson · Austràlia                                         | 4:35.18    | Sabine Herbst · Alemanya                                                        | 4:36.02    | Joanne Malar · Canadà                                                              | 4:37.46 |
|                          |                                                                  |            |                                                                                 |            |                                                                                    |         |
| relleus 4×100 m. lliures | R.P. de la Xina Le Jingyi, · Chao Na, · Shan Ying, · Nian Yun    | 3:34.55 RM | Alemanya Simone Osygus, · Antje Buschschulte, · Katrin Meißner, · Sandra Völker | 3:34.69 EU | Suècia Johanna Sjöberg, · Louise Karlsson, · Malin Svahnström, · Therese Alshammar | 3:38.07 |
| relleus 4×200 m. lliures | R.P. de la Xina Wang Luna, · Nian Yun, · Chen Yan, · Shan Ying   | 7:51.92 RM | Suècia Johanna Sjöberg, · Josefin Lillhage, · Louise Jöhncke, · Malin Nilsson   | 7:56.04    | Austràlia Julia Greville, · Natasha Bowron, · Lise Mackie, · Emma Johnson          | 7:56.12 |
| relleus 4×100 m. estils  | R.P. de la Xina Lu Donghua, · Han Xue, · Cai Huijue, · Le Jingyi | 3:57.83    | Estats Units Lia Oberstar, · Amanda Beard, · Misty Hyman, · Jenny Thompson      | 3:58.94    | Austràlia Meredith Smith, · Kristy Ellem, · Angela Kennedy, · Sarah Ryan           | 4:01.55 |

## Medaller
| Posició | País            | Or | Plata | Bronze | Total |
| 1       | Austràlia       | 9  | 2     | 8      | 19    |
| 2       | R.P. de la Xina | 6  | 5     | 2      | 13    |
| 3       | Suècia          | 3  | 3     | 1      | 7     |
| 4       | Alemanya        | 2  | 6     | 5      | 13    |
| 5       | Estats Units    | 2  | 5     | 5      | 12    |
| 6       | Costa Rica      | 2  | 0     | 0      | 2     |
| 6       | Cuba            | 2  | 0     | 0      | 2     |
| 6       | Veneçuela       | 2  | 0     | 0      | 2     |
| 9       | Regne Unit      | 1  | 1     | 4      | 6     |
| 10      | Brasil          | 1  | 1     | 0      | 2     |
| 11      | Dinamarca       | 1  | 0     | 0      | 1     |
| 11      | Belarús         | 1  | 0     | 0      | 1     |
| 13      | Rússia          | 0  | 3     | 1      | 4     |
| 14      | Eslovàquia      | 0  | 1     | 1      | 2     |
| 14      | Polònia         | 0  | 1     | 1      | 2     |
| 14      | Ucraïna         | 0  | 1     | 1      | 2     |
| 17      | Japó            | 0  | 1     | 0      | 1     |
| 17      | Nova Zelanda    | 0  | 1     | 0      | 1     |
| 17      | Romania         | 0  | 1     | 0      | 1     |
| 20      | Canadà          | 0  | 0     | 1      | 1     |
| 20      | Països Baixos   | 0  | 0     | 1      | 1     |
| 20      | Puerto Rico     | 0  | 0     | 1      | 1     |
| Total   | Total           | 32 | 32    | 32     | 96    |